# Sesamoides minor
Sesamoides minor är en resedaväxtart som först beskrevs av Johan Martin Christian Lange, och fick sitt nu gällande namn av O. Kuntze. Sesamoides minor ingår i släktet stjärnresedor, och familjen resedaväxter. Inga underarter finns listade i Catalogue of Life.